# Echthroplexiella similis
Echthroplexiella similis är en stekelart som beskrevs av Hoffer 1952. Echthroplexiella similis ingår i släktet Echthroplexiella och familjen sköldlussteklar.
Artens utbredningsområde är:
- Tjeckien.
- Slovakien.

Inga underarter finns listade i Catalogue of Life.